# Kościół św. Wojciecha w Budziejewku
Kościół świętego Wojciecha w Budziejewku – rzymskokatolicki kościół parafialny należący do parafii pod tym samym wezwaniem (dekanat kłecki archidiecezji gnieźnieńskiej).

## Historia i architektura
Jest to świątynia zbudowana w latach 1848-1858. Budowla jest murowana i wzniesiono ją z cegły, na ścianie prezbiterium jest umieszczony obraz patrona – św. Wojciecha, namalowany w XIX wieku. Od 1925 roku, czyli od momentu powstania parafii w Budziejewku, msze święte w kościele są odprawiane przez proboszcza z Mieściska (obydwie parafie są połączone unią personalną).